# Richard Glover
Richard Glover (1712 – 25. listopadu 1785) byl anglický básník a politik. Narodil se v rodině kupce v Londýně. Poezii začal psát už za studií, v šestnácti letech, kdy napsal oslavnou báseň na Isaaca Newtona. V roce 1737 napsal epos Leonidas, oslavující svobodu a obsahující mnohé narážky na soudobou politiku. Báseň byla velmi úspěšná. V roce 1739 publikoval Glover báseň Londýn aneb vývoj obchodu (London, or the Progress of Commerce), ve stejném roce také ve své době velmi populární spirituální baladu Duch admirála Hosiera (Hosiers Ghost), která byla do češtiny přeložena Jaroslavem Vrchlickým. V témže roce se navíc stal jedním ze zakladatelů dobročinné instituce jménem Foundling Hospital, která se starala o opuštěné děti. Dále napsal dvě tragédie, Boadiceu (1753) a Medeu (1761), napodobující řecké vzory. V roce 1761 byl už jako úspěšný literát zvolen členem parlamentu. V roce 1787 publikoval Athenaidu (The Athenaid), epickou báseň o třiceti zpěvech, v roce 1813 byl pod názvem Vzpomínky význačné literární a politické osobnosti (Memoirs of a distinguished literary and political Character) vydány jeho deníky z let 1742–1757.